# Музей на бусинската керамика
Музеят на бусинската керамика е етнографски музей в село Бусинци, Трънско.
Комплексът е открит в 1982 г. и включва сбирка на бусинска керамика, музейна и изложбени зали, работни ателиета и малка хотелска част. Представя уникалната бусинска грънчарската традиция в развитието ѝ от ХVII век до съвременното изкуство на художници-керамици.

## История
Бусинци е един от един от най-старите центрове на грънчарство в България и е бил най-значимите стари му традиционни центрове. Тук е създадена Бусинската керамична школа, чиито корени се губят далеч във времето.
В известното „Бусинско евангелие“ от XVI – XVII в., което сега се пази в криптата на храм „Св. Александър Невски", има приписка от 1784 г. за Велико Грънчар, който дарил на черквата „филон басма за помен". През Възраждането занаятът се превръща в основен поминък за селото, достигайки истински разцвет в края на XVIII и особено през XIX в. (над 300 работилници с около 1500 грънчари), когато се развива цяла индустрия и започват да се роят множество „дъщерни“ центрове (Самоков, Берковица, Разлог, Неврокоп), създава се и грънчарски еснаф като професионално сдружение. Тогава почти във всяка бусинска къща се е въртяло грънчарско колело, а местните майстори са разпространявали своята продукция в цяла северозападна България. Бусинските майстори въпреки владичеството пътуват свободно, а турските власти и български общини им помагат в това начинание. Славата на бусинската керамична школа шества из всички краища на страната, и извън пределите ѝ. Бусински съдове пътуват до Сирия, Египет, Тунис и др., доставят ги в Цариград в султанския дворец Топкапъ. В края на XIX в. Константин Иречек в своите „Пътувания из България“ посочва селото като център на особена грънчарска индустрия, която по форма и орнаментика е много стара.
С навлизането на промишлените продукти в края на XIX век в местното производство започва спад и криза и от началото до средата на XX в. то постепенно запада, въпреки опитите да бъде модернизирано – в Бусинци се открива първото в България керамично училище, трансформирано през 1960-те години в малък керамичен цех на местната занаятчийска кооперация, действащ до 1990-те години.
Етнографският музей „Бусинска керамика“ е изграден през периода 1978 – 1983 г. Главен инициатор за създаването му с принос за популяризиране на бусинската керамика е един от най-изявените потомствени бусински майстори Петър Гигов.

## Експозиция
Етнографската експозиция включва над 200 оригинални експоната традиционна бусинска керамика от стари майстори, както и модерна керамика в духа на бусинските традиции от съвременни художници. Сега в музея се съхраняват над 1300 предмета (стомни, делви, чаши, паници, гювечи, гърнета и др., общо около стотина форми) на над 1000 майстори от селото и околността. Тук се пази и над 100-годишна пещ, на която са работили майсторите Костадин и Петър Гигови.
В стара къща срещу музея е последната работеща грънчарска работилница – семейната къща на майсторите Гигови, която си личи отдалеч по живописно накачените по фасадите ѝ керамични изделия.

## Стилови характеристики
Бусинската грънчарска школа се отличава най-вече с пищното скулптурно изграждане на фигуралните композиции върху ритуалните съдове. Всички изделия са богато оцветени най-вече в различни нюанси на зеленото и жълтото, с богати орнаменти. Бусинските изделия са с необичайно всеобхватно функционално предназначение и типологично разнообразие, често съвсем нетипично за грънчарски произведения. Тъй като медникарството не е било особено развито в областта, грънчарите задоволяват всички нужди на народния бит, като правели от глина дори съдове за варене на ракия и водопроводни тръби. Оригинални са стомните с по две мъжки фигури, които се използват като ритуални съдове за вино при сватби. Особено характерни за бусинската школа са т.нар. рокатки – съдове за носене на едно или две ястия и т.нар. оканичета – ритуални малки стомни за вино и ракия, както и крондира – уникална стомна с дупка по средата.
Смесването на глината е една от технологичните тайни на майсторите, които правели изделията си звънящи при почукване и използвали за багрила само местни руди и материали. Това определяло и цветовата гама на бусинската керамика – жълт, зелен и червен.

## Известни майстори
Сред безбройните майстори от тази школа в историята са запазени имената на прославените Костадин Гигов и Петър Гигов с прозвище Маука. Майстор Костадин Гигов е виден бусински грънчар, който представя блестящо бусинската школа на Първото българско изложение в Пловдив през 1892 г., получава първа награда и парична сума, с която построява хубава къща в селото, която днес е обявена за паметник на културата, автор е на прочути съдове-крондири с фигури „Сърбина“, „Гърка“, „Албанеца“, „Румънеца“, на фигура на цар Фердинанд и др. Негов син е Петър Гигов (1915 – 1991). Той добива и международна известност и прославя България по света с бусинската керамика. Работите му са притежание на Лувъра, на Музея на човека в Париж, на музейни сбирки и колекции в САЩ, Япония и Русия.
Българският културен център в Париж открива на 28.04.2008 експозицията от оригинална българска керамика от село Бусинци създавана в селото от ХVII век до днес. Повечето експонати са дело на видния бусински майстор Петър Гигов.